# Festuca
Festuca (păiuș) este un gen de plante cu flori din familia Poaceae (subfamilia Pooideae). Plantele din genul respectiv sunt permanent verzi sau cresc sub formă ierburi perene erbacee cu smocuri, cu o gamă de înălțime de 1→20 cm, și într-o distribuție cosmopolită, care apar pe toate continentele, cu excepția Antarcticii. Festuca este strâns legată de genul Lolium, dovezi recente din studiile filogenetice utilizând secvențierea ADN a mitocondrial-ului arată că plantelor din genul dat le lipsește monofilia. Ca rezultat, taxonomiștii de plante au mutat mai multe specii, inclusiv de ierburi de nutrețuri ca păiușul înalt și păiușul de livadă, din genul Festuca în genul Lolium.

## Specii
Genul include următoarele specii
| - Festuca abyssinica - Festuca actae - Festuca alatavica - Festuca aloha - Festuca alpina - Festuca altaica - Festuca altissima - Festuca amethystina - Festuca ampla - Festuca amplissima - Festuca arenaria - Festuca argentina - Festuca arizonica - Festuca arundinacea - Festuca arvernensis - Festuca aurasiaca - Festuca baffinensis - Festuca beckeri - Festuca brachyphylla - Festuca brunnescens - Festuca burnatii - Festuca caerulescens - Festuca caesia - Festuca californica - Festuca callieri - Festuca calligera - Festuca campestrise - Festuca caprina - Festuca cinerea - Festuca contracta - Festuca cretacea - Festuca cumminsii - Festuca dahurica - Festuca dasyclada - Festuca dimorpha - Festuca djimilensis - Festuca dolichophylla - Festuca donax - Festuca drymeja - Festuca durandoi - Festuca earlei - Festuca elegans - Festuca elmeri - Festuca eskia - Festuca extremiorientalis - Festuca filiformis - Festuca frederikseniae - Festuca gautieri - Festuca gigantea - Festuca glacialis - Festuca glauca - Festuca gracillema - Festuca hallii - Festuca hawaiiensis - Festuca heterophylla - Festuca hyperborea - Festuca hystrix - Festuca idahoensis - Festuca indigesta - Festuca jubata - Festuca juncifolia - Festuca kingii - Festuca komarovii - Festuca kurtziana - Festuca laxa - Festuca lemanii - Festuca lenensis - Festuca ligulata - Festuca litvinovii - Festuca longifolia - Festuca longipes - Festuca lucida | - Festuca magellanica - Festuca mairei – - Festuca matthewsii - Festuca minutiflora - Festuca molokaiensis - Festuca monticola - Festuca muelleri - Festuca multinodis - Festuca nigrescens - Festuca novae-zealandiae - Festuca occidentalis - Festuca octoflora - Festuca orthophylla - Festuca ovina - Festuca pallens - Festuca pallescens - Festuca panciciana - Festuca paniculata - Festuca paradoxa - Festuca picturata - Festuca pilgeri - Festuca polycolea - Festuca porcii - Festuca pratensis - Festuca procera - Festuca psammophila - Festuca pseudodalmatica - Festuca pseudodura - Festuca pseudoeskia - Festuca pseudovina - Festuca pulchella - Festuca punctoria - Festuca purpurascens - Festuca pyrenaica - Festuca quadriflora - Festuca richardsonii - Festuca riccerii - Festuca rigescens - Festuca rivularis - Festuca rubra - Festuca rubra subsp. commutata - Festuca rupicaprina - Festuca rupicola - Festuca saximontana - Festuca scabra - Festuca scabriuscula - Festuca scariosa - Festuca sclerophylla - Festuca sibirica - Festuca sinensis - Festuca sororia - Festuca spectabilis - Festuca stricta - Festuca subulata - Festuca subuliflora - Festuca subulifolia - Festuca subverticillata - Festuca tatrae - Festuca thurberi - Festuca vaginata - Festuca valesiaca - Festuca varia - Festuca venusta - Festuca versuta - Festuca violacea - Festuca viridula - Festuca vivipara - Festuca viviparoidea - Festuca washingtonica - Festuca weberbaueri - Festuca xanthina - Festuca yalaensis |